# Pristimantis huicundo
Pristimantis huicundo là một loài động vật lưỡng cư trong họ Strabomantidae, thuộc bộ Anura. Loài này được Guayasamin, Almeida-Reinoso, & Nogales-Sornosa mô tả khoa học đầu tiên năm 2004.